# Jiří Zabranský
Jiří Zabranský (* 20. března 1951 Strakonice) je český brigádní generál, stíhací pilot a velitel 1. stíhacího leteckého pluku na vojenském letišti v Českých Budějovicích.

## Život

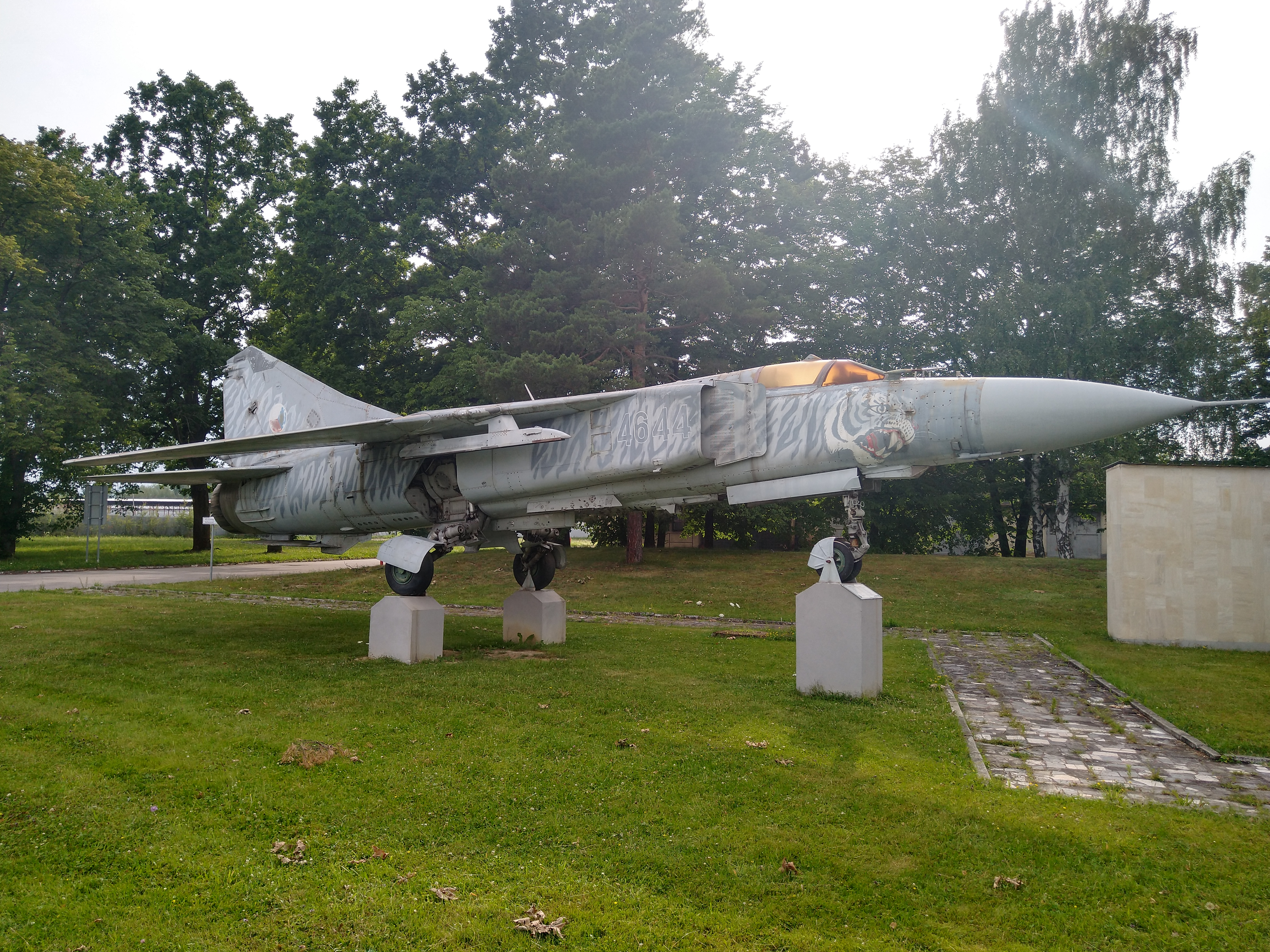
MiG 23 do roku 2023 byl umístěn u vstupní brány letiště v Českých Budějovicích

Narodil se ve Strakonicích 20.března v roce 1951. Zde také navštěvoval aeroklub, kde začal létat na větroni. Po středoškolském vzdělání byl přijat na vojenskou akademii v Brně, kde vystudoval obor strojírenství se zaměřením na letectví. Letecký výcvik absolvoval v Košicích a v Přerově. Byl vyškolen i na létání na strojích MiG-21 verze F. Po absolutoriu s titulem strojní inženýr se zaměřením na leteckou techniku nastoupil k protivzdušné obraně státu na vojenské letiště v Českých Budějovicích. Pilotem první třídy se stal po třech a půl letech po nalétání potřebného počtu hodin a náročném výcviku.
Během své kariéry byl od konce roku 1987 do roku 1993 velitelem 1. stíhacího pluku na vojenském letišti České Budějovice. Následovala funkce zástupce velitele u sboru protivzdušné obrany státu a studium na Air War College v Alabamě ve Spojených státech amerických. V roce 1997 přešel na pozici zástupce velitele Velitelství vzdušných sil české armády. Od roku 2001 byl zástupcem velitele společného operačního střediska vzdušných sil (CAOC) v systému integrované protivzdušné obrany NATO (NATINEADS).
Kariéru uzavřel na Ministerstvu obrany České republiky ve skupině, která měla na starosti úkoly spojené s protivzdušnou obranou. Odtud odešel do civilu a usadil se v Českých Budějovicích. Ve výslužbě se věnoval začínajícím pilotům jako instruktor na ultralehkých letadlech a studoval regionální historii na Univerzitě třetího věku Jihočeské univerzity. Mezi piloty má přezdívku Jicha. S manželkou Alenou mají syna Jiřího a dceru Alenu.

### Dílo
- ZABRANSKÝ, Jiří. České Budějovice zažily před šedesáti roky bombardování. In: Českobudějovické listy. České Budějovice : Vydavatelství Vltava, 2005, 14(69), s. 10 : il..
- ZABRANSKÝ, Jiří. Cíl České Budějovice. V Českých Budějovicích: Jihočeské muzeum, 2006. 84 s. ISBN 80-86260-56-9
- ZABRANSKÝ, Jiří. Březnové nálety 1945 poznamenaly i jižní Čechy. In: Mladá fronta Dnes - Jihočeské vydání. Jižní Čechy Dnes. Praha : MaFra, 2007 Roč. 18, č. 72 (26.03.2007)
- ZABRANSKÝ, Jiří, ŠILHA, Jiří. Druhý úder byl mnohem horší, měl totiž dokonce tři vlny. In: Mladá fronta Dnes - Jihočeské vydání. Jižní Čechy Dnes. Praha : MaFra, 2010, Roč. 21, č. 68 (22.03.2010)